# Верда
Верда (њем. Werda) општина је у њемачкој савезној држави Саксонија. Једно је од 45 општинских средишта округа Фогтланд. Према процјени из 2010. у општини је живјело 1.657 становника. Посједује регионалну шифру (AGS) 14523460.

## Географски и демографски подаци
Верда се налази у савезној држави Саксонија у округу Фогтланд. Општина се налази на надморској висини од 696 метара. Површина општине износи 13,6 km². У самом мјесту је, према процјени из 2010. године, живјело 1.657 становника. Просјечна густина становништва износи 122 становника/km².

## Међународна сарадња
| Мјесто | Држава    | Врста сарадње | Од    |
| ------ | --------- | ------------- | ----- |
|        | Француска | партнерство   | 1966. |
| Извор  |           |               |       |